# Bark (Bielsko-Biała)
Bark (niem. Barg) – środkowo-wschodnia część Komorowic (Krakowskich), jednej z dzielnic Bielska-Białej, położona w rejonie ulicy Barkowskiej. Historycznie majątek powstały w wyniku podziału wsi Biertułtowice pod koniec XVI wieku, a w latach 1850–1919 samodzielna gmina katastralna. Współcześnie wchodzi w skład obrębu ewidencyjnego oraz osiedla Komorowice Krakowskie i jest obszarem o przewadze rozproszonej zabudowy jednorodzinnej.

## Historia
Pierwsza wzmianka o Gruncie Barkowskim jako jednym z dwóch działów, na które za czasów Łazińskich podzielono majątkowo wieś Biertułtowice, pochodzi z 1593. Był to obszar o wielkości czterech łanów obejmujący m.in. dwór i zabudowania gospodarcze biertułtowskich panów feudalnych. W księgach chrztów parafii świętego Jana Chrzciciela Bark pojawił się od 1643, a w księgach ślubów od 1647. Nazwa majątku pochodziła od niemieckiego wyrazu Berg oznaczającego górę, który w miejscowym dialekcie przybierał formę Barg. Ma to związek z jego położeniem na zboczu wyraźnego wzgórza.
W konsekwencji I rozbioru Polski (1772) Bark wszedł w skład Królestwa Galicji i Lodomerii. W latach 1849/1850 przeprowadzona została kompleksowa reforma administracyjna, zastępującą dawne struktury feudalne nowoczesnym podziałem terytorialnym. Powstały na przeciwległych brzegach Białej dwie gminy polityczne noszące po polsku nazwę Komorowice, a po niemiecku Batzdorf, należące odpowiednio do powiatu bielskiego i bialskiego. Galicyjska gmina Komorowice dzieliła się katastralnie na właściwe Komorowice oraz Bark. Według spisu powszechnego z 1900 na Barku znajdowało się 41 budynków zamieszkiwanych przez 465 osób.
Odrębność terytorialna Barku została zniesiona w 1919 roku, po przyłączeniu do Polski. Początkowo znajdował się w granicach gminy jednostkowej Komorowice, a od 1934 gminy zbiorowej gminy Biała w powiecie bialskim w województwie krakowskim. Na mocy ustawy o reformie rolnej z 1920 dokonano parcelacji wielkich majątków komorowickich, po stronie krakowskiej tyczyło się to przede wszystkim Barku należącego do Karola Stefana Habsburga (107 ha). Wydzielono z niego jedno duże gospodarstwo i 83 działek. W okresie II wojny światowej Komorowice z Barkiem zostały przyłączone bezpośrednio do Rzeszy Niemieckiej, wchodząc w skład powiatu bielskiego (Landkreis Bielitz) w ramach rejencji katowickiej jako okręg urzędowy (Amtsbezirk) Batzdorf-Ost.
Po zakończeniu wojny i przywróceniu administracji polskiej Komorowice (Krakowskie) z Barkiem ponownie stały się częścią gminy Biała w województwie krakowskim. Taki stan rzeczy utrzymał się do roku 1954, gdy w konsekwencji kolejnej reformy administracyjnej utworzono gromadę Komorowice, po raz pierwszy obejmującą w ramach jednej jednostki administracyjnej śląską i małopolską część Komorowic (od momentu połączenia Bielska-Białej w 1951 znajdowały się one w jednym województwie – katowickim, i powiecie – bielskim). Na mocy kolejnej reformy, która weszła w życie w 1973, zlikwidowano gromady i utworzono gminę Komorowice. Z dniem 1 stycznia 1977 cały jej obszar (z Barkiem) został włączony w granice Bielska-Białej.
Jako część Bielska-Białej Bark stał się jednym z kierunków suburbanizacji miasta. Rozproszoną zabudowę jednorodzinną dopełniły począwszy od lat 90. XX wieku inwestycje deweloperskie w formie budynków szeregowych i małych bloków (ulica Dragonów, Kirasjerów, Kaletnicza; obszar pomiędzy ulicami Barkowska i Na Fermie).

## Środowisko naturalne
Komorowice są dzielnicą silnie zurbanizowaną i uprzemysłowioną. Jedynie na Barku (338 m n.p.m.) i przyległych wzgórzach zachowała się tradycyjny krajobraz rolniczo-leśny, typowy dla Pogórza Śląskiego, ze zróżnicowaną szatą roślinną. W rejonie ulicy Barkowskiej znajdują się mniejsze zgrupowania stawów. Status pomnika przyrody mają buków (cztery buki w skupisku nad stawami koło nieruchomości przy ulicy Barkowskiej 133. W opracowaniach poświęconych ochronie przyrody pojawiają się od pierwszej dekady XXI wieku propozycje utworzenia zespołu przyrodniczo-krajobrazowego „Bark” (miałby obejmować rozległy obszar między Komorowicami a Hałcnowem), choć żaden z tych postulatów nie został dotąd (2024) zrealizowany.
Przez ulicę Barkowską przebiega niebieski szlak rowerowy „Dookoła Bielska-Białej”.